# Gare de Zellik
La gare de Zellik (en néerlandais : station Zellik) est une gare ferroviaire belge de la ligne 60 de Jette à Termonde située à Zellik, une section de la commune d’Asse, dans la province du Brabant flamand en Région flamande.
C'est une halte voyageurs de la Société nationale des chemins de fer belges (SNCB-NMBS) desservie par des trains Suburbains (S) des lignes S3 et S10 du (futur) RER Bruxellois.

## Situation ferroviaire
Située au point kilométrique (pk) 5,40 de la ligne 60, de Jette à Termonde, elle est établie entre les gares ouvertes de Jette et Asse.

## Histoire
La halte de Zellick est mise en service le 24 avril 1884 par les Chemins de fer de l'État belge sur la section d'Asse à Jette, en service depuis le 15 septembre 1881.
Une halte de plan type 1888 y fut construite. Le bâtiment, agrandi au cours du temps, a désormais disparu.

## Service des voyageurs

### Accueil
C'est un point d'arrêt non géré (PANG), à accès libre.

### Desserte
Zellik est desservie par des trains Suburbains (S), de la SNCB (voir brochure SNCB,).
En semaine, la desserte comporte des trains S3 entre Termonde et Zottegem via Bruxelles et des trains S10 entre Bruxelles-Midi et Termonde via la gare de l'ouest, au rythme d'un par heure chacun.
Le dernier train de la journée est un InterCity (IC) reliant Courtrai à Termonde en desservant tous les arrêts intermédiaires entre Jette et Termonde (les autres IC de la ligne sont directs).
Les week-ends et jours fériés, la desserte se limite à des trains S10 entre Bruxelles-Midi et Termonde qui circulent toutes les heures.

### Intermodalité
Il n'y a pas de stationnement possible à proximité immédiate de la halte.

## Comptage voyageurs
Ce graphique et tableau montre le nombre de voyageurs embarquant en moyenne durant la semaine, le samedi et le dimanche.
| Nombre de passagers qui embarquent à la gare de Zellik | Nombre de passagers qui embarquent à la gare de Zellik | Nombre de passagers qui embarquent à la gare de Zellik | Nombre de passagers qui embarquent à la gare de Zellik |
|                                                        | Semaine                                                | Samedi                                                 | Dimanche                                               |
| ------------------------------------------------------ | ------------------------------------------------------ | ------------------------------------------------------ | ------------------------------------------------------ |
| 1977                                                   | 581                                                    | 47                                                     | 34                                                     |
| 1978                                                   | 545                                                    | 94                                                     | 52                                                     |
| 1979                                                   | 608                                                    | 71                                                     | 61                                                     |
| 1980                                                   | 597                                                    | 64                                                     | 59                                                     |
| 1981                                                   | 529                                                    | 73                                                     | 44                                                     |
| 1982                                                   | 581                                                    | 47                                                     | 44                                                     |
| 1983                                                   | 379                                                    | 51                                                     | 56                                                     |
| 1984                                                   | 388                                                    | 50                                                     | 45                                                     |
| 1985                                                   | 305                                                    | 42                                                     | 53                                                     |
| 1986                                                   | 297                                                    | 49                                                     | 34                                                     |
| 1987                                                   | 273                                                    | 40                                                     | 34                                                     |
| 1988                                                   | 237                                                    | 47                                                     | 37                                                     |
| 1989                                                   | 255                                                    | 45                                                     | 31                                                     |
| 1990                                                   | 297                                                    | 43                                                     | 37                                                     |
| 1991                                                   | 261                                                    | 50                                                     | 24                                                     |
| 1992                                                   | 256                                                    | 44                                                     | 31                                                     |
| 1993                                                   | 270                                                    | 50                                                     | 43                                                     |
| 1994                                                   | 304                                                    | 24                                                     | 16                                                     |
| 1995                                                   | 250                                                    | 32                                                     | 14                                                     |
| 1996                                                   | 224                                                    | 33                                                     | 29                                                     |
| 1997                                                   | 179                                                    | 23                                                     | 30                                                     |
| 1998                                                   | 179                                                    | 26                                                     | 18                                                     |
| 1999                                                   | 232                                                    | 23                                                     | 14                                                     |
| 2000                                                   | 234                                                    | 28                                                     | 42                                                     |
| 2001                                                   | 273                                                    | 31                                                     | 21                                                     |
| 2002                                                   | 249                                                    | 30                                                     | 16                                                     |
| 2003                                                   | 292                                                    | 27                                                     | 26                                                     |
| 2004                                                   | 321                                                    | 23                                                     | 33                                                     |
| 2005                                                   | 315                                                    | 28                                                     | 25                                                     |
| 2006                                                   | 313                                                    | 36                                                     | 40                                                     |
| 2007                                                   | 399                                                    | 43                                                     | 22                                                     |
| 2008                                                   | -                                                      | -                                                      | -                                                      |
| 2009                                                   | 372                                                    | 17                                                     | 29                                                     |
| 2010                                                   | -                                                      | -                                                      | -                                                      |
| 2011                                                   | -                                                      | -                                                      | -                                                      |
| 2012                                                   | 393                                                    | 33                                                     | 30                                                     |
| 2013                                                   | 388                                                    | 25                                                     | 30                                                     |
| 2014                                                   | 400                                                    | 30                                                     | 43                                                     |
| 2015                                                   | 466                                                    | 79                                                     | 69                                                     |
| 2016                                                   | 560                                                    | 78                                                     | 68                                                     |
| 2017                                                   | 455                                                    | 96                                                     | 80                                                     |
| 2018                                                   | 480                                                    | 107                                                    | 81                                                     |
| 2019                                                   | 541                                                    | 134                                                    | 95                                                     |
| 2020                                                   | 296                                                    | 95                                                     | 74                                                     |
| 2021                                                   | -                                                      | -                                                      | -                                                      |
| 2022                                                   | 712                                                    | 158                                                    | 206                                                    |
| 2023                                                   | 781                                                    | 128                                                    | 102                                                    |
| 2024                                                   | 728                                                    | 103                                                    | 96                                                     |